# Friedrich Pauwels
Friedrich Franz Karl Maria Pauwels (* 23. Mai 1885 in Aachen; † 19. Januar 1980 ebenda) war ein deutscher Arzt, Orthopäde und Biomechaniker.

## Leben
Friedrich Pauwels war Sohn des Maschinenfabrikanten Charles Pauwels (1837–1922) und der Maria Packenius (1846–1917) sowie Enkel des Brüsseler Kutschenfabrikanten Peter (Pierre) Josef Pauwels, dem Mitbegründer der Waggonfabrik Talbot in Aachen. Nach seinem Abitur am Kaiser-Karls-Gymnasium studierte Friedrich Pauwels von 1906 bis 1907 Naturwissenschaften in Lausanne und anschließend Medizin in Freiburg im Breisgau. Nachdem Pauwels 1911 das Staatsexamen bestanden und noch im gleichen Jahr promoviert hatte, arbeitete er zunächst in Dresden, Berlin und Wien. 1913 übernahm er die Leitung der von seinem Schwager August Sträter gegründeten medico-mechanischen Zanderanstalt in Aachen. Von 1924 bis 1934 leitete Pauwels dann als Chefarzt die von ihm neu eingerichtete orthopädische Abteilung im Luisenhospital Aachen. Nachdem ihm die dortigen Räumlichkeiten zu eng wurden und er sich auch mit dem Leiter der Chirurgie Eduard Borchers angelegt hatte, wechselte er 1934 auf Vermittlung des Landgerichtsrat Hugo Cadenbach in die Städtischen Krankenanstalten, das spätere Universitätsklinikum Aachen, wo er als Gründungsdirektor der Orthopädischen Klinik bis 1960 seinen Dienst versah, gefolgt von Anton Hopf.
In der Zeit des Nationalsozialismus konnte Pauwels, auch ohne Mitglied in der NSDAP zu werden, seinen Dienst relativ unbehelligt ausüben. Dennoch trat er 1934 dem Reichslehrerbund und der Nationalsozialistischen Volkswohlfahrt bei. Seine im selben Jahr erfolgte Aufnahme in die Sturmabteilung (SA) ging auf die Zwangsvereinigung von SA und Stahlhelm, Bund der Frontsoldaten zurück. Im Jahr 1942 wurde Pauwels auch als Anwärter für eine Mitgliedschaft im Nationalsozialistischen Deutschen Ärztebund bestätigt.
Am 12. September 1944 wurden fast alle Patienten der städtischen Krankenanstalten und der Großteil ihrer leitenden Ärzte sowie per Zwangsevakuierungsbefehl die Zivilbevölkerung und die Behörden evakuiert. Lediglich Pauwels verblieb ebenso wie der Radiologe Theodor Möhlmann und der Internist Ludwig Beltz in Aachen, weil er sich entweder der Zwangsevakuierung verweigerte – was nach damaligem Recht zur Todesstrafe hätte führen können – oder gemäß dem Befehl der Gauleitung, dass „im Falle der Räumung Aachens geeignete Persönlichkeiten zurückzubleiben hätten, die für die Betreuung der Bevölkerung nach der Besetzung zuständig sein sollten“ und „die politisch nicht besonders hervorgetreten sind, in der Bevölkerung aber das zu ihrer Amtsführung notwendige Vertrauen besitzen.“
Pauwels war bereits seit 1927 Mitglied im Club Aachener Casino. Verheiratet war er in erster Ehe mit der Schweizerin Eugène Pidoux (1889–1960) und in zweiter mit Sibylle Königs aus Hilfarth (* 1909).

## Leistungen
Pauwels beschäftigte sich im Rahmen seiner orthopädischen Tätigkeit immer mit den biomechanischen Grundlagen des Skelettsystems und der Biomechanik der Knochenheilung. Er überprüfte die bereits publizierten biomechanischen Überlegungen von Wilhelm Roux und Julius Wolff und entwickelte die funktionelle Orthopädie wesentlich. Er definierte die Fähigkeit des Knochens und seiner mesenchymalen Zellen, auf verschiedene Arten einwirkender Kräfte (Zug, Druck, Scherung) durch unterschiedliche Differenzierung in Gewebearten und daher mit funktioneller Anpassung zu reagieren. 1927 gelang ihm erstmals aufgrund biomechanischer Planung die operative Heilung einer Schenkelhalspseudarthrose. Pauwels’ besonderes Interesse galt drei Erkrankungen des Hüftgelenkes: Schenkelhalspseudarthrose, Coxa vara infantum und Coxarthrose.
Pauwels führte 1958 das Prinzip der Zuggurtung aus dem Stahlbetonbau in die Frakturbehandlung von Brüchen der Kniescheibe und des Ellenhakens ein, wobei zugfeste Strukturen an den Bruchstücken (Drahtschlingen) unter Last eine Druckwirkung auf den Bruchspalt auslösen konnten. Die Zuggurtung mit einer Drahtschlinge stellt damit eine der ältesten und kostengünstigsten Operationsmethoden zur Frakturbehandlung dar (neben der Kirschnerdraht-Spickung), die heute noch standardmäßig und erfolgreich Anwendung findet. 1973 veröffentlichte Pauwels einen Atlas zur Biomechanik der gesunden und kranken Hüfte, in dem er auch die Pauwels-Klassifikation zur Einteilung von Schenkelhalsfrakturen etablierte.

## Ehrungen
- 1938: Principe-Umberto-Preis der Universität Bologna
- 1953: Dr. Ing. ehrenhalber der RWTH Aachen
- 1957: Dr. med. ehrenhalber der Universität Freiburg
- 1960: Mitglied der Leopoldina
- 1962: Großes Bundesverdienstkreuz
- 1966: Paracelsus-Medaille
- 1972: Honorarprofessor am Universitätsklinikum Aachen
- 1976: Straßenbenennung in Aachen im Bereich des Neuen Klinikums

## Veröffentlichungen (Auswahl)
- Der Schenkelhalsbruch ein mechanisches Problem. Stuttgart, Enke, 1935.
- Eine neue Theorie über den Einfluß mechanischer Reize auf die Differenzierung der Stützgewebe. 10. Beitrag z. funktionellen Anatomie und kausalen Morphogenese des Stützapparates. In: Zeitschrift für Anatomie und Entwicklungsgeschichte. 121, 1960, S. 478.
- Gesammelte Abhandlungen zur funktionellen Anatomie des Bewegungsapparates. Berlin, Springer, 1965.
- Ergebnisse der Anatomie und Entwicklungsgeschichte. / Bd. 44. / H. 3. Mechanical stress, functional adaptation and the variation structure of the human femur diaphysis. 1971.
- Atlas zur Biomechanik der gesunden und kranken Hüfte. Springer-Verlag, Berlin-Heidelberg-New York   1973, ISBN 3-540-06048-0.
- Biomechanics of the locomotor apparatus. Completely revised and enlarged, incl. seven new chapters. Springer, Berlin 1980, ISBN 3-540-09131-9.